# Volodimir Ivanovics Morozov
Volodimir Ivanovics Morozov, ukránul: Володимир Іванович Морозов (Krasznovodszk, 1940. március 4. – Kijev, 2023. február 8.) háromszoros olimpiai bajnok szovjet válogatott ukrán kajakozó.

## Pályafutása
Három olimpián vett részt és mind a három alkalommal olimpia bajnok lett társaival. Az 1964-es tokiói olimpián kajak négyesben, az 1968-as mexikóvárosi játékokon kettesben, az 1972-es müncheni olimpián ismét négyesben nyert aranyérmet 1000 méteren. 1963 és 1973 között a világbajnokságokon három arany-, két ezüst- és egy bronzérmet szerzett.

## Sikerei, díjai
- Olimpiai játékok
  - aranyérmes (3): 1964, Tokió (K-4 1000 m), 1968, Mexikóváros (K-2 1000 m), 1972, München (K-4 1000 m)
- Világbajnokság
  - aranyérmes (3): 1966, Kelet-Berlin (K-4 10000 m), 1970, Koppenhága (K-4 1000 m), 1971, Belgrád (K-4 1000 m)
  - ezüstérmes (2): 1963, Jajce (K-1 4×500 m), 1973, Tampere (K-4 1000 m)
  - bronzérmes: 1966, Kelet-Berlin (K-4 1000 m)